# Tòtil
El tòtil, gripau llevadora o gripau paridor (Alytes obstetricans) és una espècie d'amfibi anur de la família Discoglossidae. En aquesta espècie, el mascle porta els ous amb les potes fins que neixen les culleretes o capgrossos, quan es banya.

## Morfologia
Els exemplars no solen superar els 5 cm. El dors és de tons verdosos, grisos o brunencs, amb taques petites més fosques, com a esquitxos. El ventre, per la seua part, és de color gris uniforme.
Tant les parts superiors com les inferiors són berrugoses. En destaca una ratlla glandular en els flancs, més o menys desenvolupada.
Els ulls són laterals i molt sobresortits, amb iris daurat i pupil·la vertical. El timpà, tot i que no és ben marcat, és visible i mesura, aproximadament, 3/4 del diàmetre de l'ull.
Els mascles, que són més petits que les femelles, no presenten sacs vocals ni rugositats nupcials.
Desprèn una olor semblant a l'all.

## Costums
Els seus costums són terrestres i nocturns.
Durant el dia roman amagat sota les pedres o bé en galeries que ell mateix excava. A la nit, molt sovint, se'n sent el cant, que és d'un to agut, oclusiu i musical, amb intermitències que oscil·len d'un a tres segons. Aquest cant aflautat és molt semblant al que emet el xot, amb el qual de vegades, hom el confon.

## Alimentació
Es nodreix bàsicament de petits invertebrats terrestres, entre els quals destaquen els insectes.

## Reproducció
L'època reproductiva comença al febrer i pot durar fins a la tardor. A mesura que la femella pon els ous els diposita entre les extremitats posteriors del mascle, el qual, així que els ha fecundats, els transportarà al capdavall de l'esquena fins que arribi el moment de l'eclosió. Mentrestant, però, cada vespre s'acosta a les basses o als tolls, per tal d'humitejar-los i evitar-ne la dessecació, per la qual cosa resta durant un breu espai de temps submergit dins l'aigua.

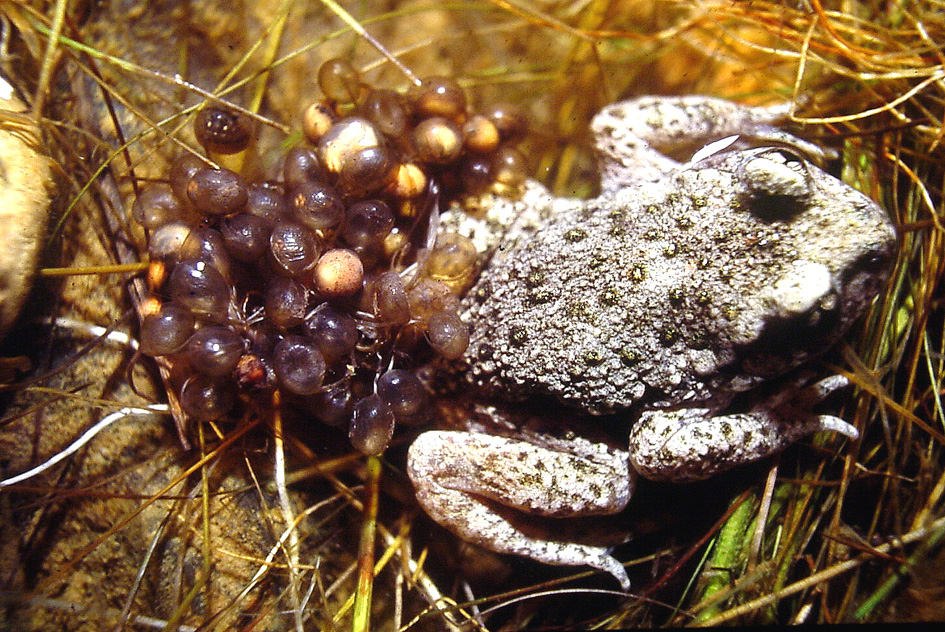
Tòtil mascle transportant els ous fecundats.

La femella pot fer tres o quatre postes, les quals, de vegades, poden ésser acollides pel mateix mascle, que pot arribar a transportar més de 100 ous. Al cap d'unes tres o quatre setmanes, mentre el mascle és a l'aigua, les larves trenquen l'embolcall de la càpsula que les retenia i emprenen llur vida independent en el medi aquàtic.
Quan neixen mesuren uns 17 mm i superen els 40 mm quan assoleixen l'estat adult, que no aconsegueixen fins després d'uns tres mesos. Quan emergeixen de l'aigua solen fer uns 25 mm i emprenen l'etapa terrestre, que ja no abandonaran mentre visquin.
No és rar, sobretot en indrets d'una certa altitud, que les larves hivernin abans d'assolir l'estat adult. En aquest cas, són les que veiem a les basses abans que els adults comencin la reproducció. Cal dir que tant algunes de les seues denominacions populars (gripau paridor, gripau llevadora, etc.) com el seu nom científic (Alytes obstetricans) provenen d'aquest hàbit reproductiu que tenen els mascles pertanyents a aquesta espècie.
Tret de l'estatge alpí i de la plana de Lleida, és força comú a la resta del Principat de Catalunya.

## Taxonomia
El tòtil (Alytes obstetricans) té quatre subespècies dins la seva distribució: A. o. almogavarii, A. o. boscai, A. o. obstetricans, i A. o. pertinax.[2] A. o. obstetricans és la subespècie amb més distribució, estenent-se des de la Península Ibèrica cap al nord fins a la resta de la seva distribució. Les altres tres subespècies es troben a la península Ibèrica. Aquestes subespècies es van formar durant les condicions de refugis glacials durant les fluctuacions climàtiques del Plio-Pleistocè.[3] A causa de les diferències genètiques d'aquestes poblacions, es considera que és important la seva conservació. Recentment, s'ha assenyalat A. o. almogavarii com a espècie incipient separada (Alytes almogavarii, anomenada tòtil català pels autors de l'estudi), ja que els autors mostren que s'està movent cap un flux gènic totalment impermeable.[4]